# Ятта, Сеедю
Сидюахмед Тиджан Ятта (норв. Seedyahmed "Seedy" Tijan Jatta; родился 18 марта 2003, Норвегия) — норвежский футболист, нападающий австрийского клуба «Штурм».

## Футбольная карьера
Сиди начинал заниматься футболом в клубах «Бьорндал» и «Шейд». В 2020 году перешёл в «Волеренгу». 9 августа 2020 года дебютировал за вторую команду во втором норвежском дивизионе в поединке против «Тромсдалена». В первом сезоне провёл за неё 9 встреч, забитыми мячами не отмечался.
В конце марта 2021 года Ятта подписал с «Волеренгой» новый контракт, действующий до 2023 года. Сезон 2021 года Ятта начал с основной командой. 30 мая 2021 года он дебютировал в чемпионате Норвегии поединком против «Саннефьорда», выйдя на поле на замену на 85-й минуте вместо Амора Лайуни. 24 июня 2021 года Ятта забил свой дебютный гол в чемпионате, поразив ворота «Стабека».
17 августа 2023 года перешёл в австрийский «Штурм».
Также Ятта являлся игроком сборных Норвегии младших возрастов.